# Dhanera
Dhanera là một thành phố và khu đô thị của quận Banas Kantha thuộc bang Gujarat, Ấn Độ.

## Địa lý
Dhanera có vị trí 24°31′B 72°01′Đ / 24,52°B 72,02°Đ Nó có độ cao trung bình là 128 mét (419 feet).

## Nhân khẩu
Theo điều tra dân số năm 2001 của Ấn Độ, Dhanera có dân số 22.183 người. Phái nam chiếm 52% tổng số dân và phái nữ chiếm 48%. Dhanera có tỷ lệ 55% biết đọc biết viết, thấp hơn tỷ lệ trung bình toàn quốc là 59,5%: tỷ lệ cho phái nam là 67%, và tỷ lệ cho phái nữ là 42%. Tại Dhanera, 18% dân số nhỏ hơn 6 tuổi.